# Pirk, Šentandraž v Labotski dolini
Pirk je naselje v Občini Šentandraž v Labotski dolini v Okraju Volšperk na Koroškem v Avstriji.